# Apogon griffini
Apogon griffini är en fiskart som först beskrevs av Seale, 1910.  Apogon griffini ingår i släktet Apogon och familjen Apogonidae. Inga underarter finns listade i Catalogue of Life.